# Granville Redmond
Granville Richard Seymour Redmond (Filadelfia, 9 de marzo de 1871–Los Ángeles, 24 de mayo de 1935) fue un paisajista estadounidense y exponente del tonalismo y el impresionismo de California. También fue un actor ocasional para su amigo Charlie Chaplin.

## Primeros años
Redmond nació en Filadelfia, Pensilvania, el 9 de marzo de 1871 en una familia oyente. Contrajo fiebre escarlata alrededor de los 2 años y medio hasta la edad de 3 años; cuando se recuperó, se le encontró sordo. Esto puede haber motivado la decisión de su familia de mudarse de la costa este a San José, California: y poder educarse en la Escuela para Sordos de Berkeley.

## Estudiar

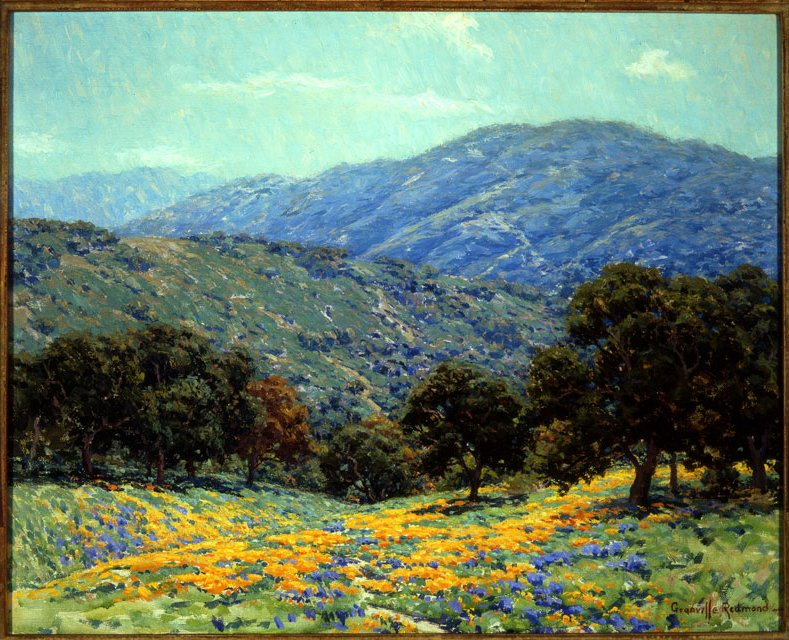
Flores bajo los robles (Museo Irvine)

Granville asistió a la Escuela para Sordos de California en Berkeley desde 1879 hasta 1890, donde sus talentos artísticos fueron reconocidos y alentados. Allí su maestro Theophilus d'Estrella le enseñó pintura, dibujo y pantomima.
Cuando se graduó de CSD, Redmond se inscribió en otro CSD: la California School of Design en San Francisco, donde trabajó durante tres años con maestros como Arthur Frank Mathews y Amédée Joullin. Ganó la famosa Medalla de Excelencia WE Brown. Se asoció con muchos otros artistas, incluidos Gottardo Piazzoni y Giuseppe Cadenasso. Piazzoni aprendió el lenguaje de señas estadounidense, y él y Redmond se hicieron amigos de por vida. Vivían juntos en Parkfield y Tiburon, California.
En 1893, Redmond ganó una beca de la Escuela de Sordos de California que le permitió estudiar en París en la Académie Julian con los profesores Jean-Paul Laurens y Jean-Joseph Benjamin-Constant. Se alojó con el escultor Douglas Tilden, otro graduado de la Escuela de California para Sordos. En 1895 en París su pintura Matin d'Hiver fue aceptada para el Salón de París.

## De vuelta en California
En 1898, regresó a California y se estableció en Los Ángeles. Se casó en 1899 con Carrie Ann Jean, exalumna de la Escuela para Sordos de Illinois. Juntos tuvieron tres hijos.[cita requerida]

## Trabajando con Chaplin
Mientras vivía en Los Ángeles, se hizo amigo de Charles Chaplin, quien admiraba la expresividad natural de una persona sorda que usa el lenguaje de señas estadounidense. Chaplin le pidió a Redmond que lo ayudara a desarrollar las técnicas que Chaplin utilizó más adelante en sus películas mudas. Chaplin, impresionado con la habilidad de Redmond, le dio a Redmond un estudio en el lote de la película, recopiló sus pinturas y lo patrocinó en papeles de actuación muda, incluido el escultor en City Lights. Chaplin le dijo a un escritor de El pintor silencioso de una pintura de Redmond: "Podría verlo por horas. Significa muchas cosas "y el famoso The Dance of the Oceana Rolls de Chaplin fue inspirado por Redmond.
Durante este tiempo Redmond no descuidó su pintura. A través de Chaplin conoció a los artistas vecinos de Los Ángeles, Elmer Wachtel y Norman St. Clair. Mostraron obras en la Exposición de Primavera celebrada en San Francisco en 1904. Para 1905, Redmond estaba recibiendo un considerable reconocimiento como destacado paisajista y colorista audaz.[cita requerida]
Murió el 24 de mayo de 1935 en Los Ángeles.

## Pinturas seleccionadas

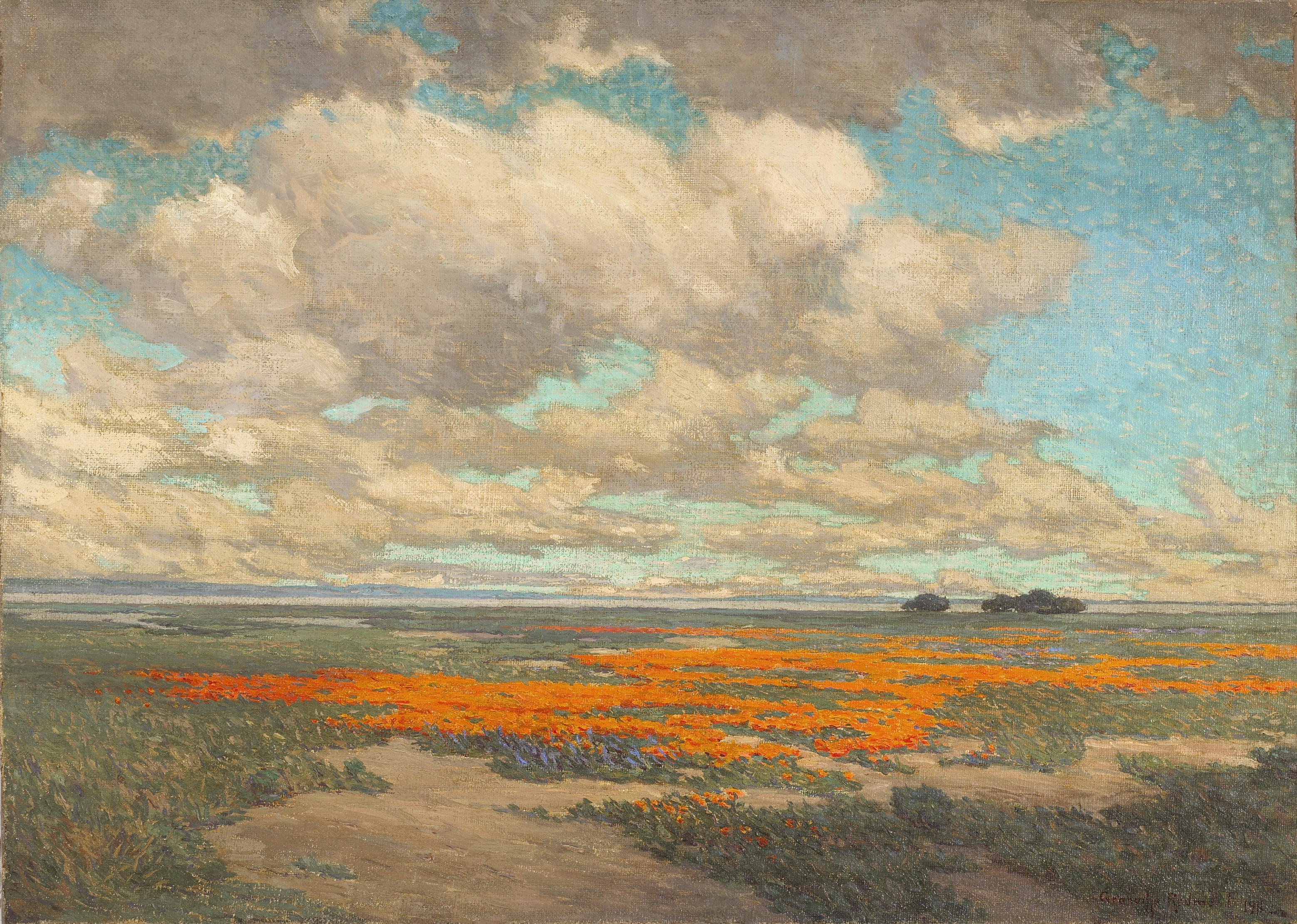
Un campo de amapolas de California.
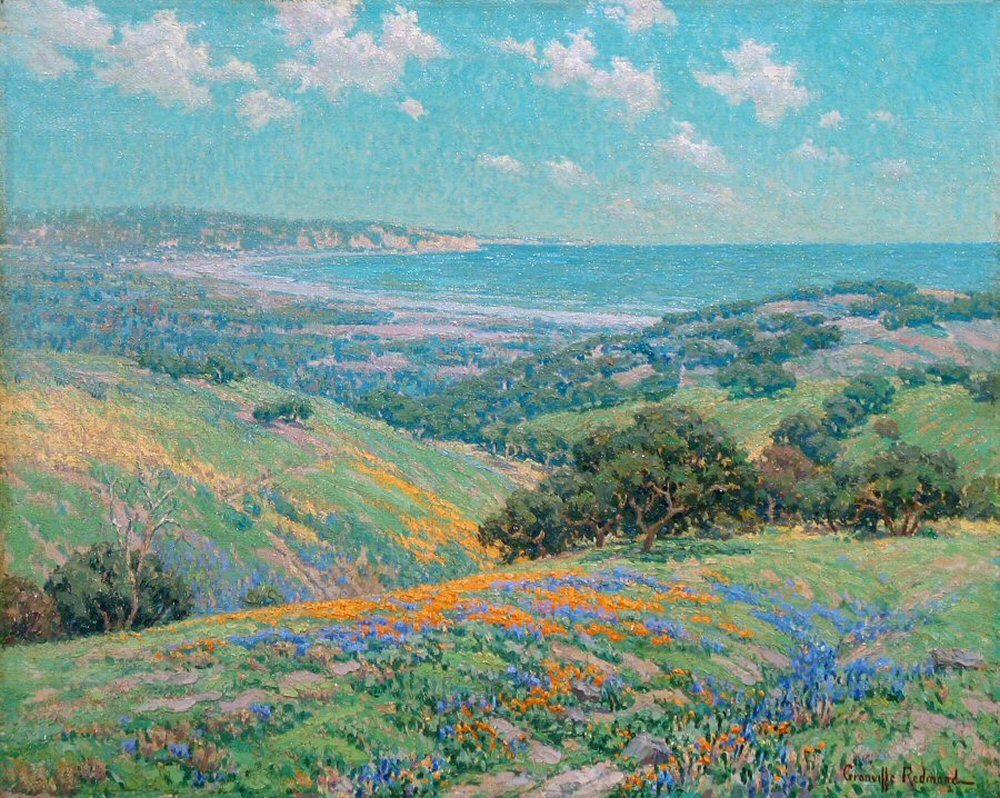
Costa de Malibu Primavera.
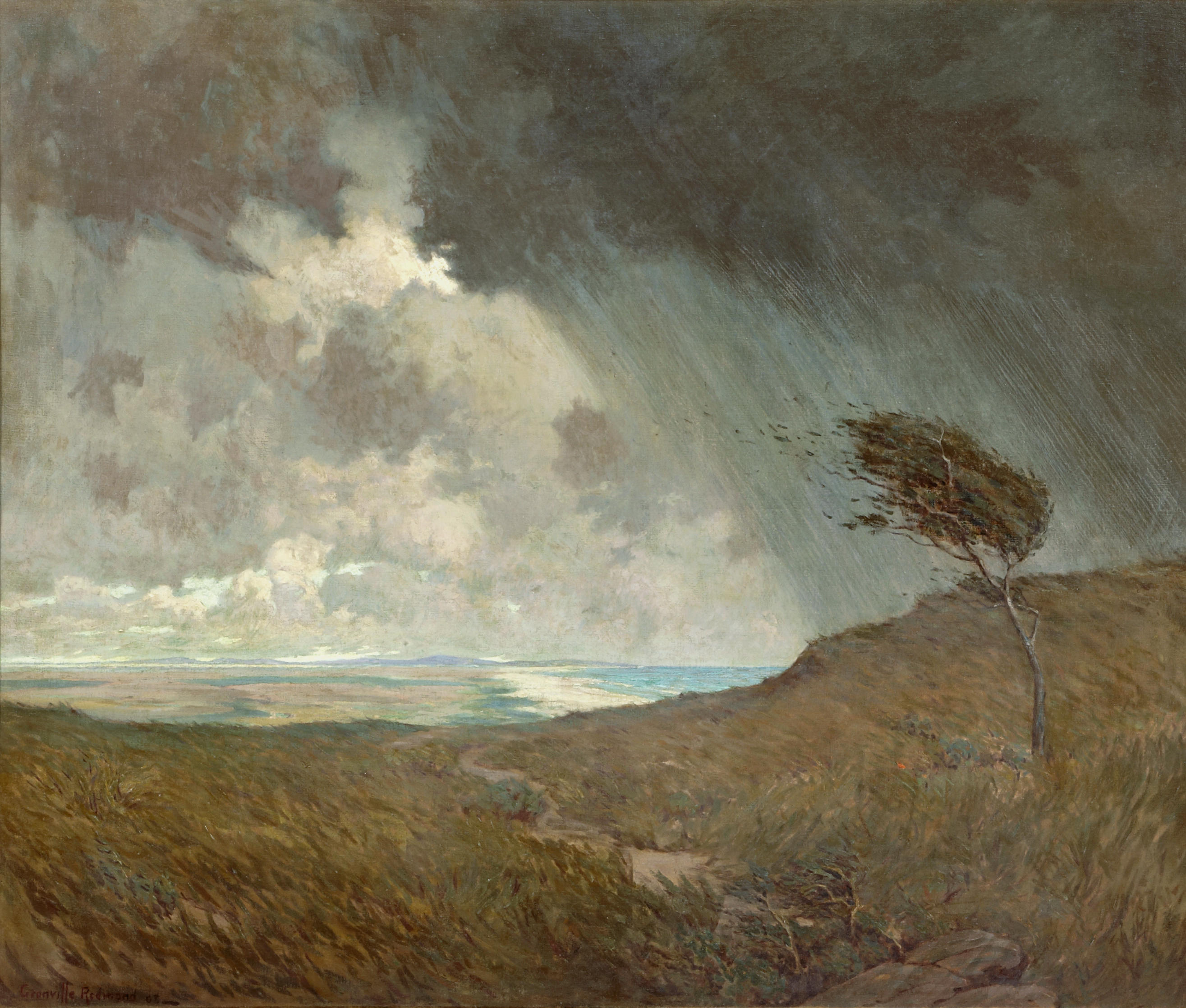
Tormenta costera.

## Filmografía
| Año  | Título               | Papel                              | Notas                                       |
| ---- | -------------------- | ---------------------------------- | ------------------------------------------- |
| 1921 | El niño              | El amigo del hombre                | Sin acreditar                               |
| 1921 | Los tres mosqueteros |                                    |                                             |
| 1923 | Una mujer de París   | Hombre en discoteca                | Sin acreditar                               |
| 1925 | Un compañero regular |                                    |                                             |
| 1926 | Te sorprenderías     | Gris - Mayordomo / Adjunto Coroner |                                             |
| 1931 | Luces de la ciudad   | Escultor                           | Sin acreditar, (papel final de la película) |

## Colecciones
- Granville Redmond Fine Art Galera de imágenes, California.
- Museo Irvine, California.
- Museo de Arte Laguna, California.
- Museo de Arte del Condado de Los Ángeles.
- Biblioteca de Huntington, California.
- Centro de Artes de Cantor, Universidad de Stanford.
- Museo De Young, San Francisco.
- Bancroft Library, Universidad de California, Berkeley.
- Escuela de California para sordos, Fremont.
- Museo de la ciudad de Nueva York, Nueva York.
- Museo de Oakland, California.
- Galería K. Nathan, La Jolla, California.

## Premios
- Medalla de oro, WE Brown Award, California School of Design, 1891.
- Medalla, Exposición de Compra de Louisiana, 1904.
- Medalla de Plata, Exposición Pacífico Alaska-Yukon, Seattle, Washington, 1909.